# Солнцево (Щёлково)
Солнцево — бывшая деревня, сейчас часть города Щёлково Московской области.

## География
Расположена на правом берегу реки Клязьмы, к востоку от центра города и к северо-востоку от микрорайона Щёлково-3.

## История
В «Экономических примечаниях» 1782 года отмечено как сельцо Набережная, на карте 1848 года упоминается как Сонцово — по владельцу земли князю И. В. Сонцову-Засекину.
В середине XIX века деревня Солнцева относилось ко 2-му стану Богородского уезда Московской губернии и принадлежало капитан-лейтенанту Пелагее Кирилловне Дурновой. В деревне было 12 дворов, 28 душ мужского пола и 38 женского, а также шелковая фабрика купца Музатова.
В «Списке населённых мест» 1862 года Сонцево — казенная деревня 2-го стана Богородского уезда Московской губернии по левую сторону от Стромынского тракта (из Москвы в Киржач), в 27 верстах от уездного города и 1 версте от становой квартиры, при реке Клязьме, 12 дворов и 55 жителей (28 мужчин, 27 женщин), а также фабрика на владельческой Сонцевской мызе.
В 1869 году Солнцево — деревня Осеевской волости 3-го стана Богородского уезда с 14 дворами, 9 деревянными домами и 66 жителями (28 мужчин, 38 женщин), грамотных нет. Имелось 3 лошади, 3 единицы рогатого скота и 3 мелкого, а также 96 десятин земли, из которой 33 десятины пахотной. Рядом находилась Солнцевская мыза с 1 полукаменным и 5 деревянными зданиями, 4 жителями (3 мужчины, 1 женщина), из них 2 грамотных мужчины. Имелась 1 лошадь и 1 единица рогатого скота, а также 15 десятин земли, из которой 3 десятины пахотной.
Позже деревня была передана в состав города Щёлково.

## Население
По материалам Всесоюзной переписи населения 1926 года — деревня Анискинского сельсовета Щёлковской волости Московского уезда в 0,8 км от Солнцевского шоссе и в 4,5 км от станции Щёлково Северной железной дороги, проживало 112 жителей (54 мужчины, 58 женщин) в 18 хозяйствах (из них 17 крестьянских).

## Инфраструктура
В 1913 году в деревне Солнцево — 8 дворов.

## Транспорт
У деревни останавливаются автобусы № 1 и 50.